# Mario Romancini
Mario Klabin Xavier Romancini (Telêmaco Borba, 15 de dezembro de 1987) é um empresário e automobilista brasileiro, que atualmente corre pela Conquest na IndyCar Series.

## Biografia
Filho do casal de empresários, Mario Sergio Romancini e Regina Klabin Xavier, é descendente de judeus lituanos, sendo neto da empresária Lilia Klabin. É casado com Ana Carolina Della Crocci. Nascido no Paraná, Romancini reside em São Paulo.
 

Começou sua carreira automobilística em 2006, na extinta Fórmula Renault 2.0 Brasil. Guiando para a Full Time Racing, ele alcançou dois pódios, incluindo uma vitória, terminando o campeonato no quinto lugar. Depois de sua impressionante temporada de estréia, Romancini subiu para a Fórmula 3 Sudam em 2007, assinando com a Cesário F3. Durante o ano, chegou ao pódio em 10 das 14 provas, incluindo duas vitórias. Ficou com o vice-campeonato, perdendo para seu companheiro de equipe Clemente de Faria Jr.

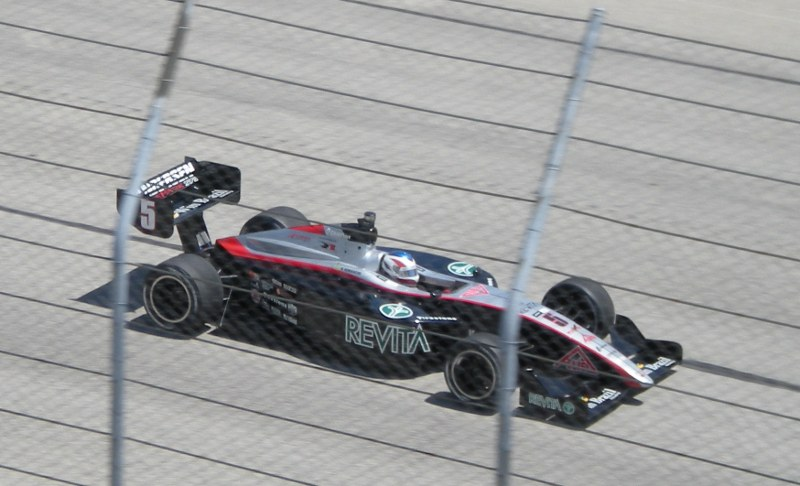
Romancini vencendo pela primeira vez na Indy Lights

Em novembro de 2007, Romancini participou de testes da World Series by Renault, nos circuitos de Paul Ricard e Valência. Na oportunidade, guiou carros de três equipes: Epsilon Euskadi, Prema Powerteam e a campeã da época, Tech 1 Racing. No início de 2008, assinou com a Epsilon Euskadi, tendo como companheiro o francês Alexandre Marsoin. Durante a temporada, pontuou apenas duas vezes e ocupava a 28ª posição quando deixou o time por falta de patrocínios, a duas rodadas do fim do campeonato. Ele foi substituído pelo português Filipe Albuquerque. No mesmo ano, disputou as três provas finais da Stock Car Brasil pela Hot Car Competições, tornando-se o piloto mais jovem a competir na categoria. Seu melhor resultado foi um vigésimo lugar na etapa de Tarumã.
Deixou a Europa em direção aos Estados Unidos em 2009, quando competiu na Firestone Indy Lights Series pela equipe RLR/Andersen Racing. Conseguiu fazer pole-position e vitória logo em sua quinta corrida, em Milwaukee. Venceu mais uma vez no ano, no encerramento da temporada, em Homestead, terminando o campeonato na sexta posição.
Romancini alcançou o degrau mais alto de sua carreira até então em 2010, quando assinou com a Conquest Racing para toda a temporada da IndyCar Series. Seu companheiro de equipe é o belga Bertrand Baguette, atual campeão da World Series.

## Resultados

### IndyCar Series
(Legenda: Corridas em negrito indicam pole position; corridas em itálico indicam quando o piloto liderou por mais voltas.)
| Ano  | Equipe   | 1      | 2      | 3      | 4      | 5      | 6   | 7   | 8   | 9   | 10  | 11  | 12  | 13  | 14  | 15  | 16  | 17  | Pos. | Pontos |
| ---- | -------- | ------ | ------ | ------ | ------ | ------ | --- | --- | --- | --- | --- | --- | --- | --- | --- | --- | --- | --- | ---- | ------ |
| 2010 | Conquest | SPO 17 | STP 13 | ALA 22 | LBH 23 | KAN 22 | IND | TXS | IOW | WGL | TOR | EDM | MDO | SNM | CHI | KTY | MOT | HMS | 19º* | 66*    |

- * Temporada em andamento.